# Avro 519
El Avro 519 fue un bombardero británico de la época de la Primera Guerra Mundial, un desarrollo del hidroavión Avro 510.

## Diseño y desarrollo
Era un biplano de dos vanos de configuración convencional con envergaduras muy desiguales. El Real Servicio Aéreo Naval (RNAS) encargó dos ejemplares monoplaza, propulsados por un único motor Sunbeam de 110 kW (150 hp) refrigerado por agua, a principios de 1916. Este encargo fue seguido por otro de dos aviones modificados para el Real Cuerpo Aéreo. Estos estaban equipados con asientos para dos tripulantes y con motores Sunbeam más potentes de 168 kW (225 hp).
El primero de los biplaza fue designado 519A para reflejar sus modificaciones. Sin embargo, el segundo biplaza era tan diferente que recibió de Avro un número completamente nuevo (522) y presentaba nuevas alas de misma envergadura, pero mayor, con la esperanza de que rectificara las pobres prestaciones de ascenso del modelo.
Nunca usados operacionalmente, los cuatro aparatos fueron utilizados en pruebas de vuelo, quedando el último en servicio en abril de 1917.
Existen algunos indicios de que el Avro 522 formó parte del 2nd Squadron de la Real Fuerza Aérea Canadiense en los años 20.

## Variantes
519
Bombardero monoplaza, dos construidos.
519A
Versión biplaza del 519, uno construido.
522
Versión biplaza del 519, uno construido.

## Especificaciones (519)
Referencia datos: Avro Aircraft since 1908

### Características generales
- Tripulación: Uno (piloto)
- Longitud: 10 m (32,7 ft)
- Envergadura: 19,2 m (63 ft)
- Altura: 3,6 m (11,7 ft)
- Superficie alar: 55,8 m² (600,6 ft²)
- Peso cargado: 1360 kg (2997,4 lb)
- Planta motriz: 1× motor lineal V8 refrigerado por agua Sunbeam Nubian.
  - Potencia: 112 kW (154 HP; 152 CV)
- Hélices: Bipala de madera de paso fijo

### Rendimiento
- Velocidad máxima operativa (Vno): 121 km/h (75 MPH; 65 kt)
- Régimen de ascenso: 1 m/s (197 ft/min)

## Aeronaves relacionadas

### Desarrollos relacionados
- Avro 510

### Secuencias de designación
- Secuencia Numérica (interna de Avro): ← 510 - 511 - 514 - 519 - 521 - 522 - 523 - 527 - 528 →